# Aristobrotica marinipennis
Aristobrotica marinipennis es un coleóptero de la familia Chrysomelidae. Fue descrita científicamente por primera vez en 1891 por Gahan.